# فيليب دود
فيليب دود (بالإنجليزية: Philip Dodd)‏ هو كاتب بريطاني، ولد في 24 نوفمبر 1957 في إبسوتش في المملكة المتحدة.